# Lee Lai Shan
Lee Lai Shan, née le 5 septembre 1970 à Cheung Chau (Hong Kong), est une véliplanchiste hongkongaise.

## Biographie
Née en 1970, élevée dans une fratrie de neuf enfants sur l’île de Cheung Chau, à 10 km au sud de Hongkong, elle monte sur sa première planche à 12 ans, et bénéficie des conseils de l’un de ses oncles qui dirige un centre de loisirs nautiques.
A 17 ans, elle passe professionnelle, puis intègre au bout de deux ans l’équipe nationale. En 1990, elle est seconde des Jeux asiatiques. Elle est surnommée San San. Deux ans plus tard, elle se classe onzième de l'épreuve de planche à voile aux Jeux olympiques d'été de 1992 à Barcelone. En 1993, elle devient championne du monde, première athlète hongkongaise à réaliser une telle performance dans un sport olympique. C'est en 1996 qu'elle remporte le titre olympique, à Atlanta. C'est l'hymne God Save the Queen qui est joué lors de la remise de médaille. À partir du 1er juillet 1997, elle représente toujours Hongkong en compétition, mais il s’agit désormais officiellement de « Hongkong, China ». Elle remporte encore deux nouveaux titres mondiaux, en 1997 et 2001, et se distingue à plusieurs reprises aux Jeux asiatiques, mais échoue à remonter sur un podium olympique. Elle termine sixième  en 2000 à Sydney, et quatrième en 2004 à Athènes. En 2008, à l’occasion des Jeux de Pékin, elle commente les épreuves pour la télévision et est choisie comme la première porteuse de la flamme olympique lors de l’étape hongkongaise du relais.